# Michal Kadlec
Michal Kadlec   (Vyškov, 13 de desembre de 1984) és un futbolista txec. Juga de defensa.

## Trajectòria
Michal Kadlec, fill de l'exfutbolista internacional txec Miroslav Kadlec, va començar la seva carrera professional en el 1. FC Slovácko, equip de la Segona divisió txeca.
Al desembre de 2004 es marxa a jugar al Sparta Praga, amb el qual debuta en la Gambrinus lliga. En aquest club, en la seva primera temporada, es va proclamar campió de Lliga. També ha aconseguit la Copa de la República Txeca en dues ocasions.
El 2008 es marxa en qualitat de cedit al Bayer Leverkusen alemany. Debuta en la Bundesliga en la quarta jornada, en la derrota (2-3) contra el Hamburg SV.

## Internacional
Ha estat internacional amb la Selecció de futbol de la República Txeca en 5 ocasions. El seu debut com a internacional es va produir el 17 de novembre de 2007 en un partit contra Eslovàquia (3-1).
Va ser convocat per participar en l'Eurocopa d'Àustria i Suïssa de 2008, on va jugar uns minuts contra Turquia.

## Clubs
| Club             | País     | Any           |
| ---------------- | -------- | ------------- |
| 1. FC Slovácko   | Txèquia  | 2001-2004     |
| AC Sparta Praga  | Txèquia  | 2004-2008     |
| Bayer Leverkusen | Alemanya | 2008 - 2013   |
| Fenerbahce       | Turquia  | 2013 - actual |

## Palmarès

### Campionats nacionals
| Títol                      | Club            | País            | Any  |
| -------------------------- | --------------- | --------------- | ---- |
| Gambrinus lliga            | AC Sparta Praga | República Txeca | 2005 |
| Copa de la República Txeca | AC Sparta Praga | República Txeca | 2006 |
| Copa de la República Txeca | AC Sparta Praga | República Txeca | 2007 |